# Internationaler Bund Freier Gewerkschaften
Der Internationale Bund Freier Gewerkschaften (IBFG, englisch: International Confederation of Free Trade Unions (ICFTU)) wurde 1949 nach der Spaltung des Weltgewerkschaftsbundes, im Zeichen des beginnenden Kalten Krieges, als Zusammenschluss der westlichen, nicht-kommunistischen Gewerkschaften gegründet. Ihm gehörten 233 Organisationen aus 152 Ländern an. Der Sitz des IBFG war Brüssel.
Ziele des IBFG waren die Abschaffung von Kinder- und Sklavenarbeit, die Durchsetzung internationaler Arbeitsrechte, Bekämpfung von Rassismus und Arbeits- und Gesundheitsschutz. Weiterhin setzte er sich für die Bekämpfung von AIDS und HIV ein. 1999 wurde der IBFG mit dem Hans-Böckler-Preis ausgezeichnet.
Der Vorstand bestand aus 53 Mitgliedern, die auf dem alle vier Jahre stattfindenden Kongress gewählt wurden. Im Oktober 2006 schloss sich der IBFG mit dem Weltverband der Arbeitnehmer und acht weiteren Gewerkschaften zum Internationalen Gewerkschaftsbund zusammen.